# Francisco Elizalde

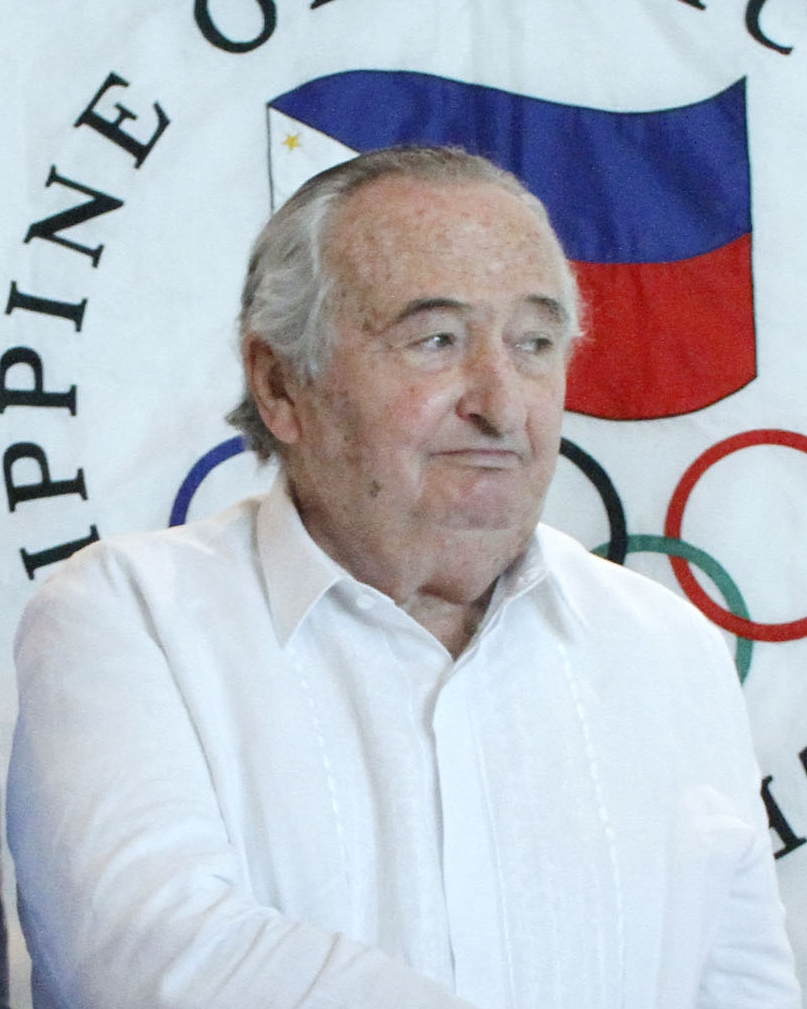
Francisco Elizalde

Francisco J. Elizalde (San Sebastian, 10 oktober 1932) is een Filipijns zakenman en sportbestuurder. Elizalde werd in 1985 gekozen als lid van het Internationaal Olympisch Comité (IOC) als opvolger van de in 1980 overleden Jorge Vargas.

## Biografie
Francisco Elizalde werd geboren in 1932 in San Sebastian in de provincie Samar. Zijn schoolopleiding volgde hij in de Verenigde Staten. Na zijn middelbareschoolopleiding aan de Loyola School in New York ging hij naar de Staunton Military Academy en volgde hij een opleiding aan Harvard University. Elizalde was tussen 1955 en 1983 vicepresident en directeur van Elizalde & Co, Elizalde International, Elizalde Paint & Oil Factory, Elizalde Rope Factory, Elizalde Security Equipment, Tanduay Distillery, directeur bij Johnson-Pickett Rope en Mineal Exploration & Development. Ook was hij voorzitter van Elro Commercial and Industrial Coorporation en was hij directeur van de Bais & Tanjay Sugar Planters' Association.
Elizalde was naast zijn zakelijke carrière als sportbestuurder actief. Zo was hij van 1953 tot 1954 manager van het zwemteam van Harvard. In 1958 richtte hij de Boy's Football Assocation op, waarvan hij van 1965 tot 1970 president was. Hij was van 1970 tot 1980 lid van het bestuur van de National Football Federation. Aansluitend was hij van 1980 tot 1981 vicepresident en van 1982 tot 1986 president van deze organisatie. Elizalde was president van het voetbaltoernooi van de 11e Zuidoost-Aziatische Spelen en lid van het Uitvoerend Committee van de 23e Zuidoost-Aziatische Spelen. Sinds 1982 maakt hij deel uit van het Nationaal Filipijns Committee en in 1985 werd Elizalde gekozen als lid van het IOC.